# Kitschmengski Gorodok
Kitschmengski Gorodok (russisch Ки́чменгский Городо́к) ist ein Dorf (Selo) in der Oblast Wologda mit 6443 Einwohnern (Stand 14. Oktober 2010).

## Geographie
Kitschmengski Gorodok befindet sich im äußersten Osten der Oblast Wologda, etwa 340 Kilometer östlich des Oblastverwaltungszentrums Wologda. Der Ort liegt auf der linken Seite des Flusses Jug. Innerhalb von Kitschmengski Gorodok mündet die dem Ort namensgebende Kitschmenga, von Norden kommend, in den Jug.
Kitschmengski Gorodok ist Verwaltungssitz des Kitschmengsko-Gorodezki rajon sowie der 2006 gegründeten Landgemeinde Gorodezkoje selskoje posselenije (Городецкое сельское поселение), zu der neben Kitschmengski Gorodok 100 weitere Dörfer und Siedlungen gehören.

## Geschichte
Kitschmengski Gorodok wurde 1468 erstmals in den Ustjuger Chroniken (Устюжский летописец) mit einer Schilderung über das Niederbrennen des Ortes durch Kasan-tatarische Heerscharen erwähnt. Unter dem Fürsten Pjotr Serebrjany-Obolenski (Пётр Семёнович Серебряный-Оболенский) wurde der Ort 1569 wieder errichtet. Kitschmengski Gorodok war zu dieser Zeit eine Festung und wurde 1599 in der vom russischen Zaren Iwan IV. in Auftrag gegebenen Generalstabskarte Bolschoi Tschertjosch (Большой Чертёж) verzeichnet.
Unter der Herrschaft des Zaren Peter dem Großen wurde Kitschmengski Gorodok 1708 Teil des Gouvernements Archangelgorod und 1780 durch einen Ukas Katharinas der Großen Teil der Statthalterschaft Wologda (Вологодское наместничество, Wologodskoje namestnitschestwo). Von 1796 bis 1929 gehörte er zur Kitschmengskaja wolost (Кичменгская волость) im Nikolski ujesd des Gouvernements Wologda. 1918 wurde der Ujesd Teil des Gouvernementes Nördliche-Dwina (Северо-Двинская губерния). Durch eine Verwaltungsreform 1924 wurden die Ujesde abgeschafft und Kitschmengski Gorodok zum Verwaltungssitz des neu gegründeten Kitschmengsko-Gorodezki rajon.

### Bevölkerungsentwicklung
| Jahr | Einwohner |
| ---- | --------- |
| 1939 | 2300      |
| 1959 | 3722      |
| 1970 | 4433      |
| 1979 | 5931      |
| 1989 | 6766      |
| 2002 | 6754      |
| 2010 | 6725      |

Anmerkung: Volkszählungsdaten

## Wirtschaft und Verkehr
Im Kitschmengski Gorodok sind holzverarbeitende Betriebe, Lebensmittelfabriken und Landwirtschaftsunternehmen ansässig. Größter Arbeitgeber ist das seit 1953 bestehende Lebensmittelunternehmen OAO Mjaso (ОАО «Мясо»), das verschiedene Fleischprodukte herstellt.
Kitschmengski Gorodok liegt an der Regionalstraße R157 zwischen dem 50 Kilometer südlich gelegenen Nikolsk und dem 90 Kilometer nördlich gelegenen Weliki Ustjug. Der Ort ist im Besitz eines Flughafens mit einer wöchentlichen Flugverbindung nach Wologda.

## Kultur und Sehenswürdigkeiten
Im Dorf befindet sich die zwischen 1882 und 1885 errichtete Alexander-Newski-Kirche (Церковь Александра Невского) sowie die 1893 und 1896 erbaute Uspenski-Kirche (Церковь Успения Пресвятой Богородицы).
Seit 1983 gibt es in Kitschmengski Gorodok das Heimatmuseum des Kitschmengsko-Gorodezki rajon (Кичменгско-Городецкий районный краеведческий музей).